# Arnaldo Barbosa Maciel
Arnaldo Barbosa Maciel, ou apenas Arnaldo Maciel, (Belo Jardim, 2 de maio de 1922 – Recife, 23 de novembro de 2015) foi um contador, advogado, tabelião, promotor de justiça e político brasileiro, outrora deputado federal por Pernambuco.

## Dados biográficos
Filho de Francisco Barbosa Maciel e Adalgisa Mendes Ribeiro. Graduado em Contabilidade pela Escola Técnica do Comércio do Recife em 1946, formou-se advogado pela Universidade Federal de Pernambuco em 1949. Membro da UDN, elegeu-se prefeito de Belo Jardim em 1951 e deputado estadual em 1954. Nomeado promotor do Ministério Público de Pernambuco mediante concurso público em maio de 1957, assumiu o cargo de secretário de Governo no governo Cid Sampaio em 1960 e um ano depois tornou-se tabelião do 5º Ofício de Notas da Comarca do Recife. Eleito prefeito de Belo Jardim pela segunda vez em 1962, filiou-se à ARENA no curso do mandato.
Em 1974 assumiu como secretário de Planejamento no governo Eraldo Gueiros, no ano seguinte assumiu a presidência do Conselho Federal do Colégio Notarial do Brasil e da seção pernambucana do mesmo entre 1976 e 1984. Professor de Direito Civil na Faculdade de Direito de Caruaru, integrou o Conselho Deliberativo do Instituto de Previdência dos Servidores do Estado de Pernambuco (IPSEP) e da Associação dos Serventuários da Justiça do Estado de Pernambuco, além de presidir a mesma.
De volta à política, foi eleito deputado federal em 1982, votou a favor da Emenda Dante de Oliveira em 1984 e em Tancredo Neves no Colégio Eleitoral em 1985, mas ao buscar a reeleição em 1986, ficou na terceira suplência, voltando às suas atividades notariais ao fim do mandato.